# 太倉市
太倉市（たいそう-し）は中華人民共和国江蘇省蘇州市に位置する県級市。

## 地理
中国の東海岸、長江沿岸に位置する。東は、長江を挟んで崇明島を臨み、南は上海宝山区、嘉定区、西には崑山市、北は常熟市に接している。上海市中心部より北西に50km、蘇州市中心部より50kmの距離にある、いわば上海市中心部から最も近い都市である。

## 歴史
「太倉」という名前は紀元前の呉の太子皇帝の倉に由来するとされている。
中国の有名な航海家鄭和が航海の際に出発した場所である。三国時代には重要な港であった。元のときに最も栄え、「世界一の港」であった。
民国元年（1912年）太倉州と鎮洋県が合併し、太倉県となる。中華人民共和国となり、初めは蘇南人民行政公署のちに江蘇省蘇州地区専員公署、1983年3月より蘇州市に属す。1993年3月、県より市に県級市に昇格した。

## 行政区画
- 街道：婁東街道、陸渡街道
- 鎮：城廂鎮、沙渓鎮、瀏河鎮、浮橋鎮、璜涇鎮、双鳳鎮
- 太倉経済開発区、太倉港港口開発区

## 経済
- 蘇州太倉港は、1万t級の船が進入できる港湾整備が進んで、国内外14ヶ所の航路がある。内陸河川港としては、世界最大級の規模となる。産業は、精密機械機器、製紙、石油化学興業など。日本、アメリカ、イギリス、韓国、ドイツなどから企業が進出しているが、なかでもドイツ系企業の進出が目覚しい。

## 交通

### 鉄道
- 滬蘇通線（中国語版）・滬寧沿江高速鉄道
- 上海市の地下鉄を太倉まで延伸する計画がある。

### 道路
上海虹橋空港より車で約30分。上海浦東国際空港より車で約1時間。
- 高速道路
  - 瀋海高速道路
  - 滬宜高速道路
  - 太倉港北疏港高速道路
  - 太倉港南疏港高速道路
- 国道
  - G204国道

### 港湾
- 蘇州太倉港
  - 航路 - 山口県下関市の蘇州下関フェリーが、下関港国際ターミナル - 江蘇省蘇州太倉港のフェリーを運航している（現在は旅客営業を休止して貨物専用）。

## 観光
南広寺、海天禅寺、鄭和紀念館、梅花草堂など

## 姉妹都市
- 鳥取市（日本） - 1995年11月友好都市提携
- 岩国市（日本）

## 出身者
- 王世貞（1526年-1590年）：明代の学者
- 呉偉業（1609年-1671年）：明から清にかけての詩人
- 畢沅（1730年-1797年）：清代の歴史家